# (612242) 2001 QQ322
(612242) 2001 QQ322 est un objet transneptunien de magnitude absolue 6,4 classé comme cubewano.
Un satellite, de désignation provisoire S/2008 (2001 QQ322) 1, a été découvert en 2008. Les deux corps seraient de taille comparable (le système pourrait être qualifié de transneptunien double) : le primaire mesurerait 171 km de diamètre et le secondaire 156 km,. Le satellite orbite à 3 890 ± 90 km du primaire.